# Marie Barkany

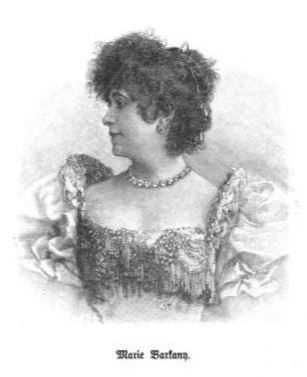
Marie Berkany

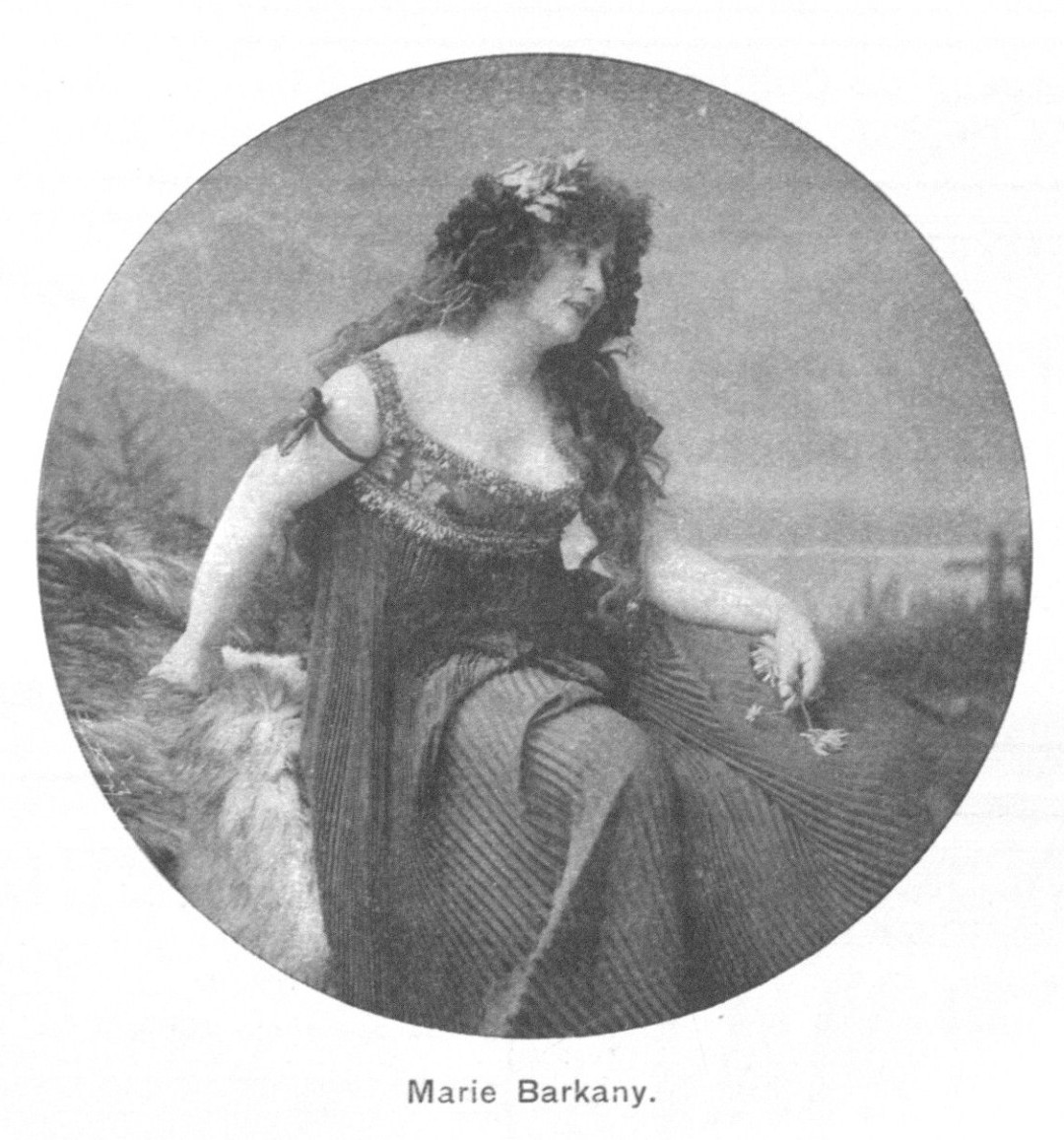
Marie Barkany im Jahre 1901

Marie Barkany (2. März 1852 in Kaschau, Kaisertum Österreich – 26. Juli 1928 in Berlin) war eine ungarische Theater- und Stummfilmschauspielerin.

## Leben
Die Tochter eines Fabrikbesitzers wurde in einem Ursulinenkloster erzogen. Während dieser Zeit wohnte sie den Aufführungen von Don Carlos und Maria Stuart bei und fortab beherrschte sie der sehnliche Wunsch, ebenfalls Schauspielerin zu werden. Als sie zur Vollendung ihrer Erziehung nach Wien kam, fand sie am Burgtheater die Verwirklichung ihrer Ideale.
Sie vertraute sich Carl von La Roche an, der ihre Eltern dazu bewog, sie zur Schauspielerin ausbilden zu lassen; Adolf Sonnenthal und Maurice Strakosch wurden ihre Lehrer.
1878 debütierte sie dann in Frankfurt am Main. Von dort ging sie nach Hamburg und wurde 1881 ans Berliner königliche Schauspielhaus berufen. Nachdem sie diese Bühne verlassen hatte, nahm sie kein festes Engagement mehr an, sondern reiste gastierend durch die Welt.
1892 begab sie sich nach Amerika, wo sie nicht minder gefiel als in St. Petersburg, Moskau und Riga. Auch in Holland war ihr reichlich Erfolg beschieden. Ihre Stimme wurde mit derjenigen Hedwig Raabes verglichen.
Zur Zeit der Weltausstellung 1900 ging sie mit einer eigenen Truppe nach Paris, um dort Goethe und Schiller einzuführen. Sie erwarb sich damit das Verdienst, das französische Publikum mit deutschen Bühnenwerken bekanntgemacht zu haben.
Als Jüdin war Barkany dem nach Ende der Gründerzeit wiederkehrenden Antisemitismus ausgesetzt. In Theodor Fritschs „Antisemiten-Katechismus“ von 1893 wird sie zusammen mit anderen jüdischen Theaterschaffenden gehannt, die „die deutsche Kultur zerstören“.

## Filmografie
- 1913: Die schuldige Mutter